# San Agustín (Jamay)
San Agustín es una localidad del estado mexicano de Jalisco. Es parte del municipio de Jamay.

## Toponimia
El nombre «San Agustín» hace referencia al santo patrono de la localidad: Agustín de Hipona.

## Demografía
| Gráfica de evolución demográfica |
|                                  |

| Censo | Población |
| ----- | --------- |
| 1921  | 677       |
| 1930  | 674       |
| 1940  | 937       |
| 1950  | 943       |
| 1960  | 1 548     |
| 1970  | 1 732     |
| 1980  | 1 946     |
| 1990  | 2 109     |
| 2000  | 2 078     |
| 2010  | 1 995     |
| 2020  | 2 121     |